# Delage Type TR

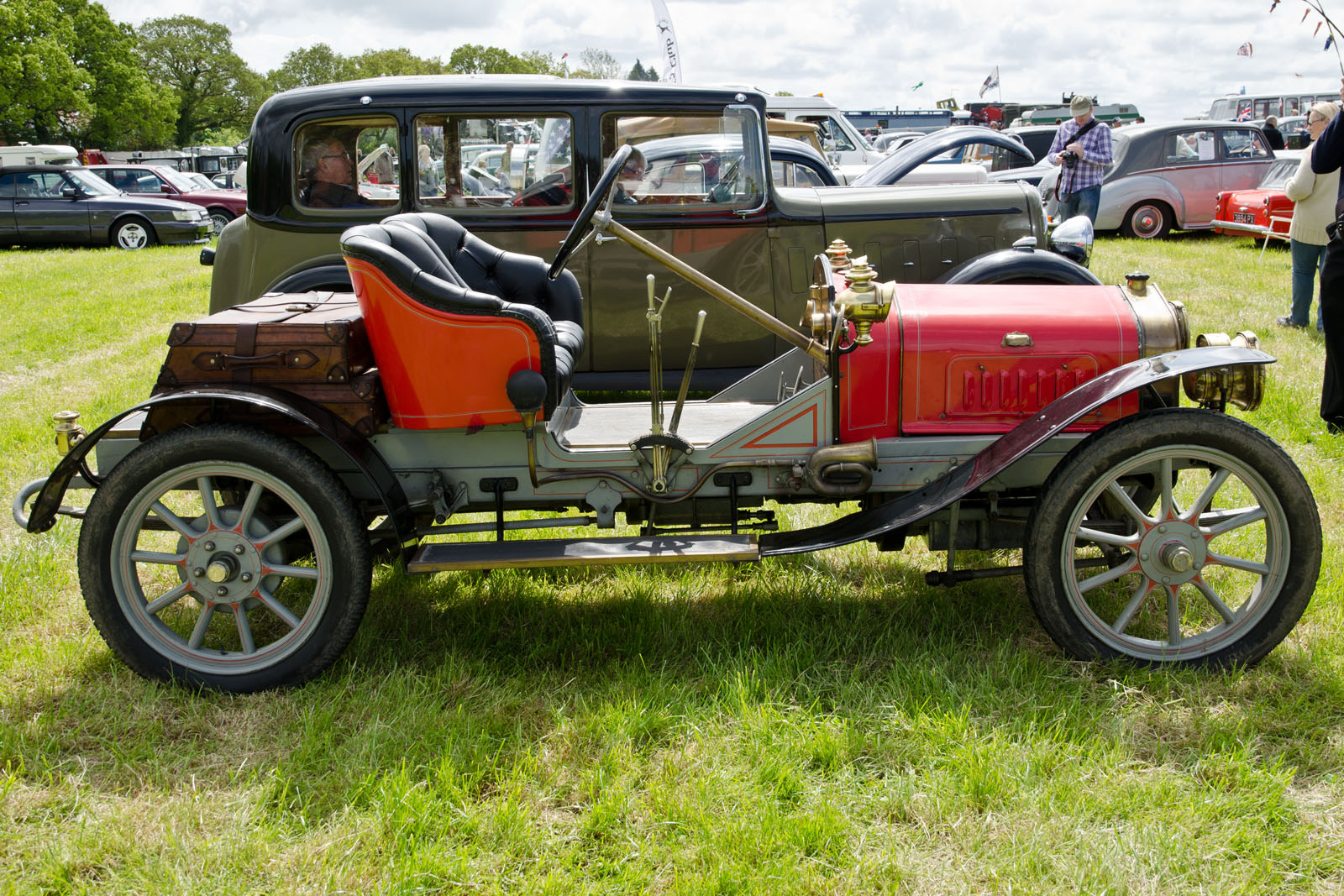
Sportlicherer Aufbau

Der Delage Type TR war ein frühes Personenkraftwagenmodell der französischen Marke Delage.

## Beschreibung
Dieses Modell wurde der Zulassungsbehörde nicht vorgeführt. Es taucht auch nicht im öffentlichen Verkaufskatalog auf. Es war eine Mischung aus dem Fahrgestell des Delage Type T und dem Motor vom Delage Type R. Allerdings ist der Motortyp abweichend mit 4 GM 1 angegeben. Delage bot das Modell von 1911 bis 1912 an. Vorgänger war der Delage Type L. 
Ein Vierzylindermotor von Établissements Ballot trieb die Fahrzeuge an. Er hatte 65 mm Bohrung und 110 mm Hub. Das ergab 1460 cm³ Hubraum. Die Einstufung nach Cheval fiscal lag im Bereich 8 bis 9 und die echte Motorleistung bei 13 PS.
Das Fahrgestell hatte 1160 mm Spurweite und 2250 mm Radstand. Einzige bekannte Karosserieform war ein offener Zweisitzer in der Übergangszeit vom Phaeton zum Torpedo.

## Stückzahlen und überlebende Fahrzeuge
Peter Jacobs vom Delage Register of Great Britain erstellte im Oktober 2006 eine Übersicht über Produktionszahlen und die Anzahl von Fahrzeugen, die noch existieren. Seine Angaben zu den Bauzeiten weichen in einigen Fällen von den Angaben der Buchautoren ab. Stückzahlen zu den Modellen vor dem Ersten Weltkrieg sind unbekannt. Für dieses Modell bestätigt er die Bauzeit von 1911 bis 1912. Es existieren noch fünf Fahrzeuge.

## Auktion
Ein erhalten gebliebenes Fahrzeug von 1912 wurde am 18. Juni 2007 auf einer Auktion von Artcurial angeboten. Der Schätzpreis lag bei 50.000 bis 70.000 Euro. Der Zuschlag erfolgte bei 51.228 Euro.